# Municipio de Locke (Arkansas)
El municipio de Locke (en inglés: Locke Township) es un municipio ubicado en el condado de Crawford en el estado estadounidense de Arkansas. En el año 2010 tenía una población de 285 habitantes y una densidad poblacional de 4,76 personas por km².

## Geografía
El municipio de Locke se encuentra ubicado en las coordenadas 35°40′00″N 94°5′41″O / 35.66667, -94.09472. Según la Oficina del Censo de los Estados Unidos, el municipio tiene una superficie total de 59.85 km², de la cual 58,9 km² corresponden a tierra firme y (1,59 %) 0,95 km² es agua.

## Demografía
Según el censo de 2010, había 285 personas residiendo en el municipio de Locke. La densidad de población era de 4,76 hab./km². De los 285 habitantes, el municipio de Locke estaba compuesto por el 96,84 % blancos, el 0,7 % eran amerindios, el 0,35 % eran de otras razas y el 2,11 % eran de una mezcla de razas. Del total de la población el 0,35 % eran hispanos o latinos de cualquier raza.